# Bebington
Koordinaten: 53° 21′ N, 3° 1′ W
Bebington ist eine Stadt auf der Merseyside, England. Sie liegt auf der Wirral-Halbinsel des Flusses Mersey und hat rund 57.000 Einwohner. Zu der Stadt gehört auch das Gebiet von Port Sunlight mit dem Port Sunlight Village, eine der frühen Industriestädte. In dem denkmalgeschützten Village befindet sich u. a. die Lady Lever Art Gallery.
Die Stadtbücherei wurde von 1967 bis 1971 im Stil des Brutalismus errichtet. Heute ist das Gebäude denkmalgeschützt.

## Söhne und Töchter
Zu den bekanntesten Personen, deren Geburtsstadt Bebington ist, gehören:
- Pete Burns (1959–2016), Popsänger, Songschreiber und Fernsehpersönlichkeit
- Alex Cox (* 1954), Filmregisseur, Drehbuchautor, Autor und Schauspieler
- Charlotte Dod (1871–1960), Sportlerin
- William Dod (1867–1954), Bogenschütze und Olympiasieger
- Michael Goodliffe (1914–1976), Schauspieler
- Mike Hart (1943–2016), Singer-Songwriter und Poet
- J. Graham Kenion (1871–1942), Regattasegler
- Donald Nicholls, Baron Nicholls of Birkenhead (1933–2019), Jurist und Politiker
- Harold Sanderson (1859–1932), Geschäftsmann und Direktor der White Star Line zum Zeitpunkt des Titanic-Unglücks im Jahr 1912.
- Lucy Gwendolen Williams (1870–1955), Bildhauerin und Malerin

## Bebington im Film
Das Sportstadion in Bebington war die Kulisse für den Film Chariots of Fire. Es stellte in dem Film das Pariser Olympiastadion von 1924 dar.
Die Straßenlaterne im Kirchhof von St. Andrews war die Inspiration für die Laterne, die eine Rolle in C.S. Lewis’ Chronicles of Narnia spielt.